# 호랑이 꼬리를 잡은 여자
호랑이 꼬리를 잡은 여자는 1970년 공개된 대한민국의 영화이다.

## 배역
- 신성일
- 윤정희
- 김희갑
- 김창숙
- 최길호
- 박옥초
- 지방열
- 이철